# Корнер, Джованни I
Джованни I Корнер или Корнаро (итал. Giovanni I Cornaro; 11 ноября 1551, Венеция — 23 декабря 1629, там же) — 96-й венецианский дож, второй по счёту из знатного венецианского рода Корнаро, избран на должность 4 января 1625 года. Он был прадедом 111-го дожа Джованни II Корнера.
Его правление отметилось борьбой семьи Корнаро с Реньеро Дзено, начавшим публично критиковать её и раскрывать тёмные дела семейства дожа.

## Семья
Корнаро принадлежали к старейшим, богатейшим и влиятельнейшим семьям Венеции. Они сделали своё состояние в первую очередь за счёт кредитования. Четверо членов семейства стали дожами Венеции. Катерина Корнаро была королевой Кипра с 1474 по 1489 год.
В XVII веке, семья отличалась недобросовестным ведением дел и вопиющим фаворитизмом.

## Биография
Джованни Корнаро был сыном Маркантонио и Чечилии Джустиниани. Прежде чем стать дожем, позади у Джованни была посредственная и скучная карьера — было очевидно, что он не мог занять такой высокий пост.
Он был капитаном в Вероне, подестой Падуи (1600) и Брешии (1603), управляющим, и даже стал прокуратором Сан-Марко (1609) (предварительно заплатив за этот пост). Но, согласно некоторым хроникам, он был больше обязан своими должностями своему знатному происхождению, чем личным качествам.
Напротив, несмотря на свои слабые способности, он был богат и имел, по старому обычаю, связи с Церковью.
Он взял себе в жёны Кьяру Дольфин, которая также происходила из семьи дожей. У них было шесть сыновей и шесть дочерей. Джованни дал своим сыновьям прибыльные и влиятельные должности.
Джованни Корнаро, довольный своим положением и успехом своих детей, в любом случае не собирался становиться кандидатом на пост дожа после смерти его предшественника Франческо Контарини, он лишь стремился продолжать свои дела и провести последние годы в спокойствии, но судьба уготовала ему совсем другое будущее.

## Правление
После ожесточённых столкновений между старыми и новыми семьями (case vecchie и case nove), Джованни Корнер был единогласно избран дожем на 42-м туре голосований 4 января 1625 года.
После своего избрания, его сыновья Альвизе и Франческо (последний женился на дочери бывшего дожа Антонио Приули) сохранили свои должности сенаторов, что не было разрешено по венецианским законам. После сближения отца с Ватиканом, с которым Корнаро всегда поддерживали хорошие отношения, сын Корнера Федерико стал епископом Виченцы и кардиналом. Четвёртый сын Маркантонио стал священником в соборе Святого Марка. Самый младший, Джорджо, отличился тем, что обходил торговые законы Венеции. В конце концов, один из двоюродных братьев Корнера стал советником дожа.
В 1627 году, Реньеро Дзено, член Совета десяти, начал критиковать семью Корнаро за всё большее сосредоточение полномочий в своих руках. Дзено, сумевший раскрыть незаконную деятельность Антонио Приули, пригрозил дожу взятием под стражу и потребовал создать специальную комиссию. Чтобы избавиться от него, Корнаро преступили закон: 30 декабря 1627 года Реньеро Дзено был тяжело ранен Джорджо Корнаро и его сообщниками во дворце дожей (которого Дзено, между прочим, обвинял в торговле контрабандными товарами . Джорджо сбежал из города и потом был изгнан; его недвижимое имущество было арестовано. Тогда, Дзено начал прилюдно критиковать и обвинять своих врагов. 23 июля 1628 года, Корнаро прервали одно из таких публичных выступлений и вызвали беспорядки по всему городу, пытаясь, при поддержке своих союзников, изгнать Реньеро из Венеции. 17 сентября 1629 года, суд Quarantina General отложил исполнение приговора против Дзено. Затем, партия дожа терпит серьёзные поражения, и он даже выдвинул предложение о своей отставке, но оно было отклонено.
Новая война вырисовывалась в Монферрате, но в тот период дож уже был не в состоянии управлять страной.
Джованни Корнер умер несколько месяцев спустя, 23 декабря 1629 года. Он был похоронен в семейной часовне в венецианской церкви Сан-Николо да Толентини.